# Monti Kiso
I Monti Kiso (木曽山脈?, Kiso Sanmyaku) sono una catena montuosa nelle prefetture di Nagano e Gifu in Giappone. Sono chiamati anche Alpi centrali (中央アルプス?, Chūō Arupusu) e si combinano con i Monti Hida ("Alpi settentrionali") e i Monti Akaishi ("Alpi meridionali") per formare un gruppo noto collettivamente come Alpi giapponesi.

## Descrizione
La catena montuosa consiste di granito. La Funivia di Komagatake è sul lato est del Monte Kisokoma. Molti turisti visitano la stazione sulla vetta. La parte superiore della catena montuosa è segnata dalla linea degli alberi, e molte piante alpine crescono naturalmente. Tra le altre specie, il Leontopodium shinanense (genere Leontopodium) è endemico intorno al Monte Kisokoma.

## Geografia

### Vette principali
| No. | Image | Monte              | Altezza | Nota                                                      | Giapponese |
| --- | ----- | ------------------ | ------- | --------------------------------------------------------- | ---------- |
| 1   |       | Monte Kyō          | 2.296 m | Tra le 200 montagne più famose                            | 経ヶ岳     |
| 2   |       | Monte Shōgikashira | 2.730 m |                                                           | 将棊頭山   |
| 3   |       | Monte Kisokoma     | 2.956 m | Il più alto dei Monti Kiso Tra le 100 montagne più famose | 木曽駒ヶ岳 |
| 4   |       | Monte Hōken        | 2.931 m | Circo glaciale del Senjōjiki                              | 宝剣岳     |
| 5   |       | Monte Sannosawa    | 2.849 m |                                                           | 三ノ沢岳   |
| 6   |       | Monte Hinokio      | 2.828 m |                                                           | 檜尾岳     |
| 7   |       | Monte Kumasawa     | 2.778 m |                                                           | 熊沢岳     |
| 8   |       | Monte Utsugi       | 2.864 m | Tra le 100 montagne più famose                            | 空木岳     |
| 9   |       | Monte Minamikoma   | 2.841 m | Tra le 200 montagne più famose                            | 南駒ヶ岳   |
| 10  |       | Monte Kosumo       | 2.613 m | Tra le 300 montagne più famose                            | 越百山     |
| 11  |       | Monte Okunenjō     | 2.303 m |                                                           | 奥念丈岳   |
| 12  |       | Monte Ampeiji      | 2.363 m | Tra le 200 montagne più famose                            | 安平路山   |
| 13  |       | Monte Surikogi     | 2.169 m |                                                           | 摺古木山   |
| 14  |       | Monte Ena          | 2.191 m | Tra le 100 montagne più famose                            | 恵那山     |
| 15  |       | Monte Ōkawairi     | 1.908 m |                                                           | 大川入山   |

Rilievi pedemontani
- Monte Nenjō (念丈岳), 2.291 m
- Monte Nagiso (南木曽岳), 1.677 m
- Monte Kazakoshi (Kiso) (風越山), 1.699 m
- Monte Kazakoshi (Ena) (風越山), 1.535 m

### Fiumi
I fiumi con le sorgenti nei Monti Kiso sfociano nella Baia di Ise sull'Oceano Pacifico. Essi includono:
- Fiume Kiso
- Fiume Tenryū

## Vedute dei Monti Kiso
|                                         |                                            |                                                              |                                                              |
| I Monti Kiso visti da est (Monte Amida) | I Monti Kiso visti sa ovest (Monte Kohide) | Il Monte Kisokoma e il Monte Hōken visti dal Monte Sannosawa | Il Monte Kisokoma e il Monte Hōken visti dal Monte Kazakoshi |